# ゲッツ・ヴェルナー
ゲッツ・ヴェルナー（Götz Wolfgang Werner、ゲッツ・W・ヴェルナー、1944年2月5日 - 2022年2月8日）は、ドイツの実業家。ハイデルベルク生まれで、ドラッグストア・チェーン「デーエム」の創業者、監査役。デーエムの最高経営責任者を35年間務める。2003年10月以後、カールスルーエ大学の「起業者精神育成のための学部横断研究所」で教鞭をとる。また、EHI小売研究所の会長、GLS銀行の監査役でもある。

## 企業家
ゲッツ・ヴェルナーは、薬剤師が続く家の三代目の第五子として生まれた。プロイセン出身の彼の母は、大学で心理学を学んだ。ヴェルナーは、コンスタンツのボーデン湖のそばのビジネススクールに通ったのち、1961年から1964年まで薬剤師の教育を受けた。ハイデルベルクでボート競技を始め、休みにはボートを漕ぐようになったが、熱中のあまり、最終的には1963年の二人乗り漕艇のドイツ選手権に出場するまでになった。その後、いくつかのマーケティング企業で徹底的に専門的な経験を得たのち、1968年にハイデルベルクにある両親のドラッグストアに入社した。しかし、家業は倒産したので、カールスルーエの大ドラッグストア・カルロスで働き始めた。ヴェルナーは、売り上げを立て直した後、経験ある専門家として、ディスカウント販売の原理を導入することを経営者に提案したが、彼の革新的なアイデアは却下された。
彼は経営者の下から去り、自分でビジネスを始めた。1973年に、カールスルーエで、彼の最初のドラッグストアを設立した。新しい会社の名前は、"Drogeriemarkt" (薬屋市場) の略デーエムから取った。1976年、ヴェルナーはオーストリアに進出し、現在は、漕艇でペアを組んでいたギュンターバウアーがデーエム-オーストリアを率いている。1978年にはドイツ国内に100店舗以上を有していた。2007/2008年度には、ヨーロッパ9カ国で2024支店を数えるまでになった。デーエムは約30700名の従業員を抱え、2007/2008年度の売り上げは47億ユーロである。2005年に、マネージャーマガジン誌は、ヴェルナーの資産が10億5千万ユーロあり、ドイツの長者番付で78位にあたると見積もった。2003年、ヴェルナーは、ラインホルト・ヴュルトの後継として、カールスルーエ大学の起業者精神育成のための学部横断研究所の教授に任命された。2008年5月にヴェルナーはデーエムの執行役員から監査役に退いている。デーエムに27年務めたエーリッヒハルシュが後任に就いた。ヴェルナーの長男クリストフ（1973年生まれ）と、デーエムの初期の取締役は、アメリカのグラクソスミスクライン製薬会社の監査役に残る。これは、デーエムが「世襲の会社ではない」ことを示すためである。ヴェルナーは再婚しており、妻ベアトリスとの間に７人の子供がいる。
しかし2022年2月8日、76歳にて死去した。

## ビジネスコンセプト
まず、ヴェルナーは、食料品のディスカウントストアのやり方（セルフサービス、まとめ買いするほど安く売る)をドラッグストアに適用して大きく拡大した。1973年に、ドラッグストアの商品の安売り規制が廃止され、チャンスが到来した。そのようなときには、組織は革新的で果敢なものだったが、次第に官僚主義と組織の硬直化が進んでいることがわかってくる。1990年代初めには、ヴェルナーは徐々に、組織を改革していった。支店の責任と自律性はより高められた。今日では、デーエムの支店は、品揃え、勤務計画から上司の一部そして給与をまでも自らで決定する。従業員に意思決定の裁量を与えたという柔軟性が、低価格で競争力のある製品と、さらには従業員と顧客の満足度の高さにつながっているとアナリストは分析する。
彼のこの驚くべき経営方針は、全国的な注目を浴びた。ヴェルナーが強調する、非権威的なリーダーシップの概念は、理解と尊重の価値観に基づいており、内部では「対話によるリーダーシップ」と呼ばれている。対話は命令より好まれるのだ。従業員間の協力を促進し、同時に人格形成にも役立つ、ヴェルナーのこの驚くべき方法の底には「新しいアイデアに寛容に」という考えがある。とりわけ労働心理学上の研究によれば、ほとんどの職場いじめの被害者は、「新しい経験にオープン」だったという驚くべき事実が確認されている。初めてデーエムに来た店長は、この変化に対応するのに面食らう。ヴェルナーは人格形成の原則、自信と創造事業理念を唱える公然の人智学者である。だからこそ、彼は、従業員に関して重要なことは人件費でなく、「賃金を伴った」「創造的な仕事」をしているかどうかである、と信じている。そして、報奨金や賞与の仕組みは、従業員のモチベーションに永続的な「不信感」を植え付けると信じている。しかし、四半期末ごとに、その計画が達成されたか上回った支店の従業員に、可変額のいわゆる「期末成果報奨金」を支払っている。
いくつかの賞を受賞している彼の訓練のコンセプトには特徴がある。全ての研修生（ヴェルナーは<<研修状態>>と呼ぶ）は8日間2回のシアタープロジェクトを受講する。そこでは、専門家の支援を受けながら、「共同作業とコミュニケーションに関するスキル、問題解決能力、他者への共感、目標の策定および柔軟な行動」の練習を行う。この目標は、この「学習する組織」によって実現されるビジネスモデルに慣れることである。それは、絶えず変化する市場に対して、安定して柔軟かつ効率的に行動するためである。情熱的な漕ぎ手ヴェルナーは、「恒久的な急流」を乗り切る方法をわかりやすく示している。
ヴェルナーの事業計画や、無条件のベーシックインカムについての考えに対する、メディアの好意的なコメントは次のようなものだ。
"ああ、大成功を夢見、行動しそして収めたデーエムを率いたゲッツ・ヴェルナーのような人が政府にいたらどんなに素敵なことだろう" - Tagesspiegel, 2006年6月24日
"ゲッツ・ヴェルナーは人気者。彼が話すことになれば、ホールは満員になる - ハンブルクもシュトゥットガルトもベルリンも"。- die tageszeitung, 2006年11月27日

## 社会貢献
自身が1982年にそのコンセプトを発明した、ドイツにおける無条件のベーシック・インカムを支持している。ベーシックインカムの財源は、段階的に廃止される所得税と、それに同期して50%以上に増税される「消費税」としての付加価値税に求める。2005年11月に彼は将来のための新たなイニシアティブ事業を設立した。

## 福祉や文化への貢献
ヴェルナーは、ヘルマンヘッセ賞、エジプト・アレキサンドリアのストリートチルドレンのためのデイセンターあるいはシェルター、子供のための無料の音楽レッスンなどの文化的社会的プロジェクトを助成している。

## 著書
- 『ベーシック・インカム　基本所得のある社会へ』（現代書館、2007年）
- 『すべての人にベーシック・インカムを』（現代書館、2009年）

## 引用
1. 1 2  Unternimm die Zukunft - Bedingungsloses Grundeinkommen und Konsumsteuer
2. ↑  Simon Hage: „Gegen den Strom“, マネージャーマガジン, 10. März 2006
3. ↑  Interfakultatives Institut für Entrepreneurship
4. ↑  Festspielhaus Baden-Baden: Portrait, 2006
5. ↑  “dm-Gründer Prof. Götz W. Werner verstorben” (ドイツ語). Mynewsdesk. 2022年2月10日閲覧。
6. ↑  Matthias Kaufmann: „Der Waldorf-Discounter (2)“, マネージャーマガジン, 5. Februar 2004
7. ↑  Silke Gronwald: „Kampf der Discounter“, stern, 04/2005, 27. Januar 2005
8. ↑  Reinhard K. Sprenger: „Fairness - Ehrenpreis 2003 an Götz Werner“, 6. Oktober 2003
9. ↑  Ciao.de: „Die besten Drogeriemärkte“, 2007, (978 Erfahrungsberichte)
10. ↑  Birgit Will: „Wer anders denkt, fliegt raus. Zu Mobbing-Opfern werden oft die Kreativen und Intelligenten“, SZ, 10. Juni 2003
11. ↑  Stuttgarter Zeitung, 21. Mai 2003
12. ↑  Stephan-Andreas Casdorff: „Haushaltswoche: Regieren ist Mist“, Tagesspiegel, 24. Juni 2006
13. ↑  „das ist götz werner“, die tageszeitung, 27. November 2006
14. ↑  bildungfuerkinder.de
15. ↑  www.zukunftsmusiker.de